# تحصیل منکیره
تحصیل منکیره (به انگلیسی: Mankera Tehsil) یک تحصیل در پاکستان است که در پنجاب واقع شده‌است.